# 普拉迪耶
普拉迪耶（法語：Pradiers，法語發音：[pʁadje]）是法国康塔尔省的一个市镇，属于圣弗卢尔区。

## 地理
普拉迪耶（45°16'11"N, 2°55'28"E）面积23.61 平方千米，位于法国奥弗涅-罗讷-阿尔卑斯大区康塔爾省，该省份为法国中南部省份，位于法國中央高原中心，北起科雷兹省、上盧瓦爾省和多姆山省，西接洛特省和科雷兹省，南至阿韦龙省和洛特省，东临上盧瓦爾省和洛泽尔省。
与普拉迪耶接壤的市镇（或旧市镇、城区）包括：阿朗什、朗代拉、马尔瑟纳、韦兹。
普拉迪耶的时区为UTC+01:00、UTC+02:00（夏令时）。

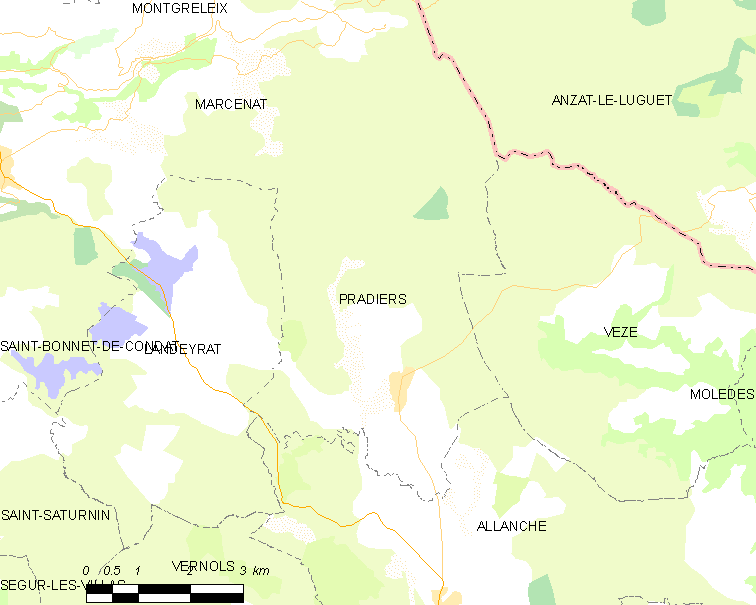
普拉迪耶的OSM定位图

## 行政
普拉迪耶的邮政编码为15160，INSEE市镇编码为15155。

## 政治
普拉迪耶所属的省级选区为米拉县。

## 人口

1962-2008年间普拉迪耶人口变化图示

普拉迪耶于2022年1月1日时的人口数量为81人。